# Pilar Geijo
Pilar Geijo (née le 19 septembre 1984 à Buenos Aires) est une nageuse argentine, spécialisée dans la nage en eau libre. Elle détient le record de victoires dans le Grand Prix FINA de nage en eau libre avec quatre victoires.

## Palmarès

### Grand Prix FINA
- Grand Prix FINA 2009 :
  -  Médaille d'argent

- Grand Prix FINA 2010 :
  -  Médaille d'or

- Grand Prix FINA 2011 :
  -  Médaille d'or

- Grand Prix FINA 2012 :
  -  Médaille d'argent

- Grand Prix FINA 2014 :
  -  Médaille d'or

- Grand Prix FINA 2015 :
  -  Médaille d'or